# Stelnica (gmina)
Stelnica – gmina w Rumunii, w okręgu Jałomica. Obejmuje miejscowości Maltezi, Retezatu i Stelnica. W 2011 roku liczyła 1774 mieszkańców. 